# 望月敏夫
望月 敏夫（もちづき としお）は、日本の外交官。文部省大臣官房審議官などを経て、駐ギリシャ特命全権大使を務めた。退官後、日本オリンピック・アカデミー名誉会長、国士舘大学客員教授、早稲田大学招聘研究員など。

## 経歴・人物
1965年国家公務員採用上級試験及び外務公務員採用上級試験合格。1966年東京大学教養学部卒業、外務省入省。1985年外務大臣官房文化交流部文化第一課長。1987年外務省国際連合局国連政策課長。1991年ボストン総領事。1994年文部省大臣官房審議官（学術国際局担当）。1997年日本貿易振興会理事。1999年駐アラブ首長国連邦特命全権大使。2001年大阪担当特命全権大使。2003年駐ギリシャ兼キプロス特命全権大使。2006年に退官後、東京2020オリンピック・パラリンピック招致委員会評議会スペシャル・アドバイザー、日本オリンピック・アカデミー会長、同名誉会長、国士舘大学大学院客員教授、早稲田大学招聘研究員などを務めた。